# Javier López Rodríguez
Javier López Rodríguez (Osuna, Província de Sevilla, 21 de gener de 1986) és un futbolista professional andalús que juga com a defensa central o migcampista defensiu per l'Adelaide United.

## Trajectòria
Format a les categories inferiors del Real Betis Balompié, l'any 2006 va fitxar per les categories inferiors del RCD Espanyol. El 4 d'octubre de 2009, va debutar amb el primer equip a La Liga en partit contra el Vila-real CF, que va acabar en empat 0–0; la major part de la temporada, de tota manera, va jugar amb el RCD Espanyol B, que la temporada 2009–10 va baixar a Segona Divisió B.
López fou promogut al primer equip la temporada 2010-2011, i fou usat per l'entrenador Mauricio Pochettino en diverses posicions defensives. Va marcar el seu primer gol com a professional el 18 de setembre de 2011, en una derrota per 1–2 a fora contra el Reial Saragossa en un partit en què fou expulsat per dues targetes grogues.
El 29 de març de 2014, després que Kiko Casilla fos expulsat en un partit a casa contra el FC Barcelona i a l'equip no li quedessin canvis, López va jugar de porter, i no va rebre gols, tot i que el partit acabà amb derrota per 0–1.
El 21 d'agost de 2020, després que l'equip baixés a segona, López, amb 34 anys, va acabar el seu contracte.

## Palmarès
| Títol          | Club         | País      | Any  |
| -------------- | ------------ | --------- | ---- |
| Copa Catalunya | RCD Espanyol | Catalunya | 2010 |
| Copa Catalunya | RCD Espanyol | Catalunya | 2011 |